# Gunnel Boij-Tiriolo
Gunnel Maria Boij-Tiriolo, född 26 november 1924 i Stockholm, död i oktober 2009 på Bornholm, var en svensk målare, tecknare, skulptör och teckningslärare.
Hon var dotter till finmekanikern Oswald Boij och Hildur Berglund och från 1953 gift med litografen Gino Tiriolo. Hon studerade vid Tekniska skolan 1940–1943 Ollers målarskola 1942, Berggrens målarskola 1945, Académie de la Grande Chaumière i Paris 1950, Académie Libre i Stockholm 1951–1957 samt för Hugo Zuhr och Evert Lundquist vid Kungliga konsthögskolan 1958–1963. När hon debuterade med en separatutställning på Gummesons konsthall 1963 hade hon 15 års konststudier bakom sig som var kantade med avbrott för en längre tids sjukdom och förvärvsarbete som ritare och assistent vid Stockholms stads barnavårdsnämnd. Hon medverkade i samlingsutställningar på AT:s konstsalong och Galleri Brinken i Stockholm. Hon var representerad i utställningen Morgondagens konstnärer på Mässhuset i Göteborg 1959 och i en utställning med unga konstnärer i Södertälje. Hennes konst består av figurer, stilleben och porträtt utförda i olja, akvarell, oljekrita samt skulpturer i lera. Vid sidan av sitt eget skapande var hon från 1963 verksam som lärare i porträttmålning vid Stockholms universitets kursverksamhet och från 1966 teckningslärare vid Stockholms stads skolor. Boij-Tiriolo är representerad vid bland annat Moderna museet i Stockholm.